# Resolució 1343 del Consell de Seguretat de les Nacions Unides
La Resolució 1343 del Consell de Seguretat de les Nacions Unides fou adoptada per unanimitat el 7 de març de 2001. Després de recordar les resolucions sobre Sierra Leone i la regió, incloses les resolucions 1132 (1997), 1171 (1998) i 1306 (2000), el Consell va exigir que Libèria finalitzés el seu suport als rebels a Sierra Leone i amenaçava la imposició de sancions àmplies llevat que el país hagués complert amb el Consell de Seguretat.
La Comunitat Econòmica dels Estats de l'Àfrica Occidental (ECOWAS) va instar a les Nacions Unides a retardar la entrada en vigor de les restriccions contra Libèria. Les sancions van entrar en vigor el maig de 2001, després que el govern de Libèria mantingués contactes amb els rebels a Sierra Leone en violació de les demandes del Consell de Seguretat.

## Resolució

### Observacions
Es va reconèixer que els diamants proporcionaven una important font d'ingressos per al Front Revolucionari Unit (FRU) i altres grups armats a Sierra Leone. Els diamants sortien de Sierra Leone a través de Libèria amb permís de les autoritats de Libèria, i hi va haver preocupació per demostrar que el govern de Libèria estava donant suport al RUF a tots els nivells. El comerç il·lícit de diamants alimentava el conflicte a Sierra Leone i transitava a països veïns, inclosa Libèria.
El Consell va reiterar la crida a tots els estats de l'Àfrica Occidental, en particular a Libèria, a cessar el suport militar als grups armats dels països veïns o permetre que el seu territori s'utilitzés per atacs d'individus contra altres estats. Va determinar que el suport als rebels del RUF a Sierra Leone pel govern de Libèria constituïa una amenaça per a la pau i la seguretat internacionals.

### Actes
Les següents disposicions es van promulgar en virtut del Capítol VII de la Carta de les Nacions Unides, fent-les legalment aplicables.

#### A
El Consell de Seguretat va recordar les resolucions 788 (1992) i 985 (1995) i va assenyalar que la Primera Guerra Civil liberiana havien estat resolta i s'havien produït eleccions. L'embargament d'armes va ser rescindit i es va establir un Comitè per controlar les sancions dissoltes.

#### B
La resolució exigia que el govern de Libèria acabés amb el suport dels rebels a Sierra Leone i expulsés als membres del RUF del seu país; finalitzar el suport financer i militar; cessament d'importació de diamants en brut; congelar els actius del RUF i un registre dels aeroports terrestres de Libèria que operen dins de la seva jurisdicció fins que existeixi un sistema de registre adequat. A més, es va demanar al President de Libèria Charles Taylor que permetés a la Missió de les Nacions Unides a Sierra Leone (UNAMSIL) llibertat de moviment al país i retornar les armes i equipament confiscats; alliberar tots els segrestats i induir els seus lluitadors al desarmament, desmobilització i programes de reintegració. Va exigir que tots els estats de la regió prenguin mesures per evitar atacs armats contra els països veïns que podrien contribuir a la desestabilització de la situació a les fronteres entre Guinea, Sierra Leone i Libèria.
A tots els països se'ls va instruir que implementessin un embargament d'armes contra Libèria, inclosa la prevenció de l'assistència militar; les mesures no serien aplicables als recursos destinats al personal de les Nacions Unides o humanitària. La importació de diamants bruts procedents de Libèria va ser prohibida i es va dictar una prohibició de viatge per part dels funcionaris del govern liberià, funcionaris de l'exèrcit i d'altres que donaven ajuda als rebels a Sierra Leone; es concedirien excepcions humanitàries i religioses a les restriccions per un Comitè del Consell de Seguretat establert en la resolució actual. El Consell va decidir que les sancions entraran en vigor a les 00:01 EDT dos mesos després de l'aprovació de la resolució actual llevat que Libèria hagi complert les demandes del Consell de Seguretat. Si no hi hagués conformitat, l'embargament d'armes estaria vigent durant 14 mesos i l'embargament d'armes i la prohibició de viatges durant 12 mesos, ambdues seguides d'una revisió. En aquest sentit, es va demanar al secretari general Kofi Annan que presentés el seu primer informe el 30 d'abril de 2001 i cada sis mesos a partir de llavors sobre si hi havia hagut avenços en el compliment de Libèria de les exigències del Consell de Seguretat i altres aspectes de la situació al país.
El Consell de Seguretat va autoritzar l'establiment d'un comitè per reunir informació sobre quines mesures havien pres els estats per implementar les restriccions, investigar les violacions i formular recomanacions per millorar la seva efectivitat. El govern de Libèria i els països exportadors de diamants a Àfrica Occidental van ser convocats a establir els règims de Certificat d'origen. Es va demanar als països que lluitessin contra la proliferació i el tràfic d'armes d'Àfrica Occidental i que informessin en un termini de 30 dies sobre les mesures que havien pres per aplicar les sancions contra Libèria.
Es va demanar al secretari general que establís un grup d'experts durant sis mesos, que consisteixi en fins a cinc membres per investigar els vincles entre l'explotació dels recursos naturals i el conflicte a Sierra Leone i els països veïns i controlar el compliment del govern liberià amb les demandes del Consell de Seguretat. Qualsevol informació que hagi trobat el panell, especialment pel que fa a les violacions de les sancions, es portaria a l'atenció dels Estats membres interessats. Es va instar a tots els països a cooperar amb el Comitè i el grup d'experts, el Consell va decidir dur a terme una revisió de les sancions en un termini de 60 dies i cada sis mesos després.